# Pristimantis latro
Pristimantis latro é uma espécie de anuro da família Craugastoridae, sendo encontrados em algumas cidades do Pará, no Brasil. Foi descrita no dia 2 de agosto de 2017, na revista científica ZooKeys, e considerando características como a presença de tubérculos no dorso e a vocalização baseada em sete notas, descobriu-se que se tratava de uma espécie nova. Seu epíteto específico é uma derivação da palavra em latim latro, que significa mercenário ou bandido, uma alusão ao fato de muitas espécies do gênero Pristimantis possuírem uma mancha negra na região do focinho, se assemelhando a uma máscara de ladrão.